# Isla Gardner de Floreana
La Isla Gardner de Floreana o Isla Gadner por Floreana es un islote en el océano Pacífico localizado cerca (a 8 kilómetros) de la isla Floreana (también llamada Santa María) que pertenece al archipiélago y parque nacional de las Islas Galápagos. Posee una superficie de 81,2 hectáreas y está a 91,9 kilómetros del centro del grupo de islas. Se trata de uno de los Sitios relevantes para la observación de aves en Ecuador. Se le llama Gardner de Floreana para distinguirla de otro islote de igual nombre (Isla Gardner de Española).